# Hemicellulose
Hemicellulose is een verzamelnaam voor een reeks zeer nauw verwante koolhydraten die worden gemaakt in planten. Hemicellulose is een belangrijke component van de celwand en vormt meestal een soort matrix waarin cellulosemoleculen ingebed liggen. Waar cellulose uitsluitend is opgebouwd uit glucose-elementen, via β-1,4-bindingen aan elkaar gelinkt tot een polymere keten, bestaat hemicellulose uit soortgelijke ketens, maar op basis van een aantal andere suikers, zoals xylaan, arabinoxylaan en gluconomanan.
Hemicellulose is voor veel micro-organismen makkelijker verteerbaar dan cellulose; eventuele houtrot begint vaak met een aanval op de hemicellulose omdat hier veel 'vrije' suikers aanwezig zijn zodat organismen op deze manier snel aan een voedselbron kunnen komen.

## Samenstelling
Hemicellulose bestaat uit enkele verschillende monosachariden. In tegenstelling tot cellulose bevat hemicellulose niet enkel glucose maar ook xylose, mannose, galactose, rhamnose, en arabinose.

## Structuur
In tegenstelling tot cellulose dat uit 7.000 tot 15.000 glucosemoleclulen per polymeer bestaat, wordt hemicellulose door kortere kettingen van 500 tot 3000 suikereenheden gevormd. Bovendien is hemicellulose een vertakt polymeer, terwijl cellulose deels onvertakt, deels vertakt is.

## Structuur in de cel
Hemicelluloses worden ingebed in de celwanden van planten, zij binden samen met pectine aan cellulose om een netwerk van vezels te vormen.